# Panhu
Panhu (hanzi: 盤瓠; pinyin Pánhù) je významná postava v čínské mytologii. Tento mýtus je již dlouhou dobu předáván Hany a několika dalšími etnickými menšinami, a to jak ústně, tak v literatuře. Je důležitým mýtem o původu etnických menšin. Mýtus Panhu, starý 1800 let, byl rozšířen mezi národnostmi Miao, Dong, Zhuang, Yao, She a Shui, stejně jako ve Vietnamu, Thajsku a Laosu. Panhu je stále populární mezi lidmi Miao, She a Yao, kteří Panhu uctívají jako svého předka a pořádají obětní obřady.

## Základní mýtus

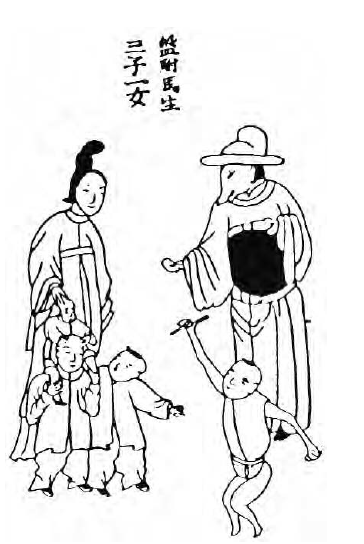
Obraz byl namalován v roce 1759 a nyní je uložen v Národním muzeu čínské historie v Pekingu.

Základní mýtus Panhu vypráví o dračím psu, který se proměnil v člověka a oženil se s lidskou dívkou. V mýtu se píše, že v paláci čínského císaře Di Ku (někdy známého jako Gao Xin) žila jeho manželka, kterou dlouhá léta bolely uši. Královský lékař jí z ucha vytrhl malého zlatého červa a vložil ho do tykve přikryté talířem. Odtud pochází název Panhu, který doslova znamená "talířová tykev". Červ se pak proměnil v psa Panhu, který měl v některých verzích pětibarevnou srst.
V té době mocný a prosperující kmen Rongwu často napadal hranice čínského území a císař mnohokrát vyslal generály, aby se invazi bránili, ale pokaždé byli poraženi. Císař neměl jinou možnost, a tak vyhlásil svému lidu, že ten, kdo dokáže setnout hlavu generálovi Rongwu, dostane zlato, město s deseti tisíci domácnostmi, a bude mu dovoleno oženit se s císařovou dcerou. Panhu se později objevil s generálovou hlavou v tlamě. Císař byl zaskočen a nevěděl, jak reagovat, tak se zeptal ministrů a ti odpověděli: "Panhu není člověk, takže mu nesmí být uděleno úřednické postavení, úřednický plat, a nemůže se také oženit s lidskou dívkou. Ačkoli se o ně zasloužil, odměny mu neudělíme." Když se to princezna dozvěděla, řekla svému otci: "Vaše Veličenstvo vyhlásilo celému lidu sňatek se mnou jako odměnu hrdinovi. Nyní Panhu přinesl hlavu a zlikvidoval hlavního nepřítele státu, takže je to nařízení nebes! Jako císař by sis měl vážit slibu. Nesmíš porušit slib před lidmi celého státu jen proto, že se to týká tvé dcery, jinak to přinese tvému území pohromu."
Dívka tedy odešla s Panhuem a stala se jeho ženou. Pes pak princeznu odnesl do hor v jižní Číně, kde měli mnoho dětí, které byly předci menšin Yao a She. Pro některé čínské etnické skupiny bylo psí maso poměrně výživné a vynikající. To ale neplatilo právě pro etnickou menšinu Yao a She, kteří díky této legendě psí maso nikdy nekonzumovali a Panhua nazývali „Král Pan“. Ten byl jejich ochráncem i předkem. Tento mýtus o předcích se objevil také u lidí Miao a Li. U menšiny Yao a She je konzumace psího masa přísně zakázaná. Existuje příběh, který vypráví, že když otec našel u svého syna psí maso, zbil ho dýmkou na tabák. Další příběh zase říká, že když byl někdo přistihnut při jezení psího masa, byl vykoupán v prasečí krvi a maso poté musel obětovat Panhuovi.

## Potomci Panhua
V tomto mýtu se také objevují sourozenecké sňatky, kdy se synové a dcery Panhua a princezny spojí, aby založili novou rasu. V dobách nejvyšší nouze, jako jsou záplavy, hladomor, válka nebo epidemie, které decimují populaci a omezují lidi na pouhé přežití lidského rodu, bývají tradiční tabu přehlížena a zakázané věci schvalovány.